# Affärsverket Statens Järnvägar

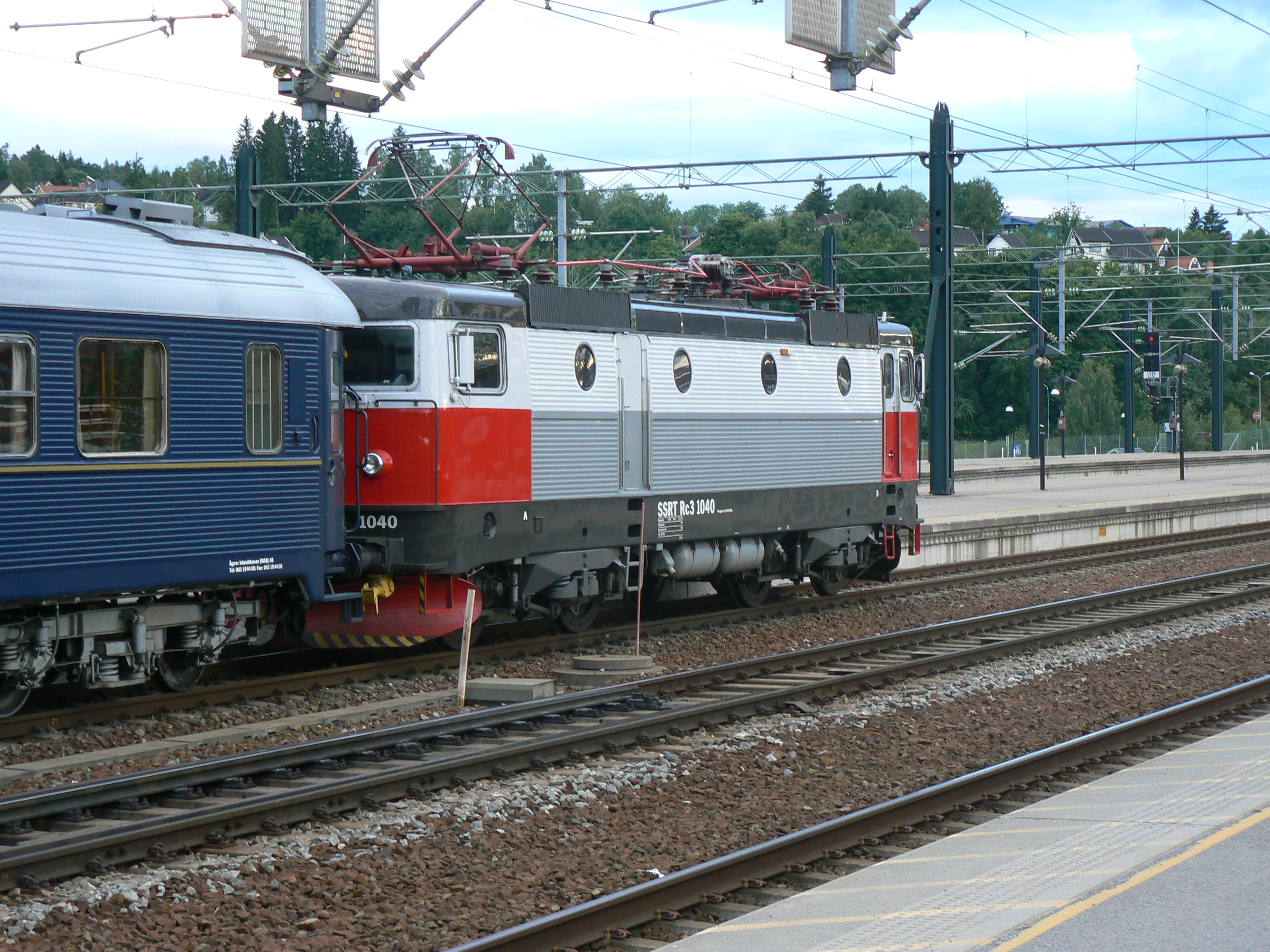
Lokomotive in der Farbgebung von Affärsverket Statens Järnvägar mit Kennzeichnung SSRT

Affärsverket Statens Järnvägar war eine schwedische Eisenbahngesellschaft. Sie war der Rest der ursprünglichen Statens Järnvägar (SJ), als diese im Januar 2001 in sechs eigene Aktiebolag (AB) aufgeteilt wurde.
Die einzelnen Gesellschaften waren die für die Personenbeförderung zuständige SJ AB, die für die Güterbeförderung zuständige Green Cargo AB, die Gebäudeverwaltung Jernhusen AB, die Servicegesellschaft TraffiCare AB, das für den Fahrzeugunterhalt zuständige EuroMaint AB und das IT-Unternehmen Unigrid AB.

## Aufgaben
In den 1990er Jahren verkauften oder verleasten die damalige Staatsbahnen die meisten ihrer Lokomotiven, Wagen und Kraftfahrzeuge an amerikanische Interessenten. Die Fahrzeuge wurden dann von den Staatsbahnen zurückgemietet. Nach der Gründung von Affärsverket Statens Järnvägar verwaltete diese alle Leasingverpflichtungen und vermietete Schienenfahrzeuge an SJ AB und Green Cargo AB.
Nach den Vorgaben der Regierung mussten die bestehenden Pacht- und Pachtverträge kostengünstig und risikoarm weitergeführt werden. Darüber hinaus durften keine neuen Verpflichtungen eingegangen werden. Im Fokus stand die Beendigung aller Leasingverträge. Die Verträge liefen längstens bis 2018 und umfassten zum 1. Januar 2010 20 Hochgeschwindigkeitszüge X2, 146 Personenwagen, 13 Elektrolokomotiven und 2739 Güterwagen.
Gemäß den von der Regierung festgelegten Bedingungen vermietete Affärsverket Statens Järnvägar Schienenfahrzeuge an schwedischen Verkehrsbetreiber. Die Gesellschaft trug ferner die Eigentumsverantwortung für einen Pool von 90 Fahrzeugen: 26 Sitzwagen, 20 Liegewagen, 25 Schlafwagen, 16 Elektrolokomotiven und 3 Elektrotriebwagen X12. Diese Fahrzeuge wurden ab 16. Januar 2004 von SJ AB betrieben und trugen die Eignerkennzeichnung SSRT, eine Buchstabenkombination ohne offizielle Bedeutung, die jedoch als Swedish State Railways Trains interpretiert wurde.
Aufgrund des Regierungsbeschlusses vom 6. September 2012 wurde Affärsverket Statens Järnvägar zum 31. Dezember 2012 aufgelöst. Die verbleibenden Aktivitäten sowie die noch vorhandenen Fahrzeuge wurden an Trafikverket übertragen.